# Kanton Lapalisse
Kanton Lapalisse (fr. Canton de Lapalisse) je francouzský kanton v departementu Allier v regionu Auvergne. Tvoří ho 15 obcí.

## Obce kantonu
- Andelaroche
- Arfeuilles
- Barrais-Bussolles
- Billezois
- Le Breuil
- Châtelus
- Droiturier
- Isserpent
- Lapalisse
- Périgny
- Saint-Christophe
- Saint-Étienne-de-Vicq
- Saint-Pierre-Laval
- Saint-Prix
- Servilly